# 17 cm Kanone 18
A 17 cm Kanone 18 in Mörserlafette (rövidítve 17 cm K. 18 in Mrs.Laf. vagy 17 cm K 18 in MrsLaf, magyarul 17 cm-es tábori löveg 18 tarackalvázon) egy német gyártmányú nehézlöveg volt, melyet a második világháború során rendszeresítettek. Feladata az ellenséges tüzérség nagy távolságból történő megsemmisítése volt. Alapvetően a 21 cm Mörser 18 tarackkal azonos feladatkörben alkalmazták, alvázuk is megegyezett. Technikailag nagyszerű fegyvernek számított, de gyártása költséges, mozgatása nehézkes, össze- és szétszerelése pedig lassú volt. Sok veszett oda, miután legénységük hátrahagyta őket, hogy elkerüljék a hadifogságot.

## Fordítás
- Ez a szócikk részben vagy egészben  a(z)   17 cm Kanone 18 című angol Wikipédia-szócikk ezen változatának fordításán alapul.  Az eredeti cikk szerkesztőit annak laptörténete sorolja fel. Ez a jelzés csupán a megfogalmazás eredetét és a szerzői jogokat jelzi, nem szolgál a cikkben szereplő információk forrásmegjelöléseként.